# Édouard Michut
Édouard Michut (* 4. März 2003 in Aix-les-Bains) ist ein französischer Fußballspieler, der aktuell bei Fortuna Sittard in den Niederlanden unter Vertrag.

## Karriere

### Verein
Michut begann seine fußballerische Ausbildung beim Le Chesnay FC, wo er von 2009 bis 2011 spielte. Anschließend wechselte er zum FC Versailles, bei dem auch Thierry Henry einst spielte. Nach fünf Jahren dort verpflichtete ihn die Jugendakademie von Paris Saint-Germain. 2018 unterschrieb er dort einen Vertrag bei der U17 und im Jahr 2020 bei der U19. In der Saison 2019/20 spielte er aber schon in zwei Spielen der Coupe Gambardella, ein Jugendturnier für französische U19-Auswahlen. Aufgrund seiner technischen Fähigkeiten wurde er von vielen als der neue Verratti und von manchen sogar als der neue Messi bezeichnet. Auch deshalb waren viele große Vereine, wie zum Beispiel der FC Barcelona, Manchester City oder Juventus Turin, an ihm interessiert.
In der Folgesaison stand er bereits Mitte Februar jeweils einmal im Kader der Champions League, der Ligue 1 und der Coupe de France. Am 27. Februar (27. Spieltag) stand er gegen den FCO Dijon das erste Mal in einem Profispiel auf dem Platz, als er in der 89. Minute für Danilo Pereira ins Spiel kam. Zur Saison 2021/22 verlängerte er bei den Hauptstädtern seinen Profivertrag bis Juni 2025.
Im August 2022 wechselte der Franzose für ein Jahr auf Leihbasis mit anschließender Kaufoption zum AFC Sunderland. Im Sommer 2023 folgte dann eine einjährige Leihe zu Adana Demirspor in die Türkei. Nach Ablauf dieser mit 24 gespielten Liga- sowie einer Pokalpartie verpflichtete ihn der Erstligist im Sommer 2024 dann fest. Doch schon nach zwei weitere Spielen in der Süper Lig wurde der Vertrag im folgenden August wieder aufgelöst. Es dauerte anschließend bis zum 5. November 2024, ehe ihn mit dem niederländischen Erstligisten Fortuna Sittard ein neuer Verein unter Vertrag nahm.

### Nationalmannschaft
Michut absolvierte bislang insgesamt 20 Spiele für diverse Juniorennationalmannschaften Frankreichs und erzielte dabei einen Treffer.

## Sonstiges
Sein jüngerer Bruder Étienne (* 2006) ist ebenfalls Fußballspieler und war zuletzt bis zum Sommer 2024 im Nachwuchs von Paris Saint-Germain aktiv.

## Erfolge
Paris Saint-Germain
- Französischer Meister: 2022